# Windrosen in der Antike und im Mittelalter

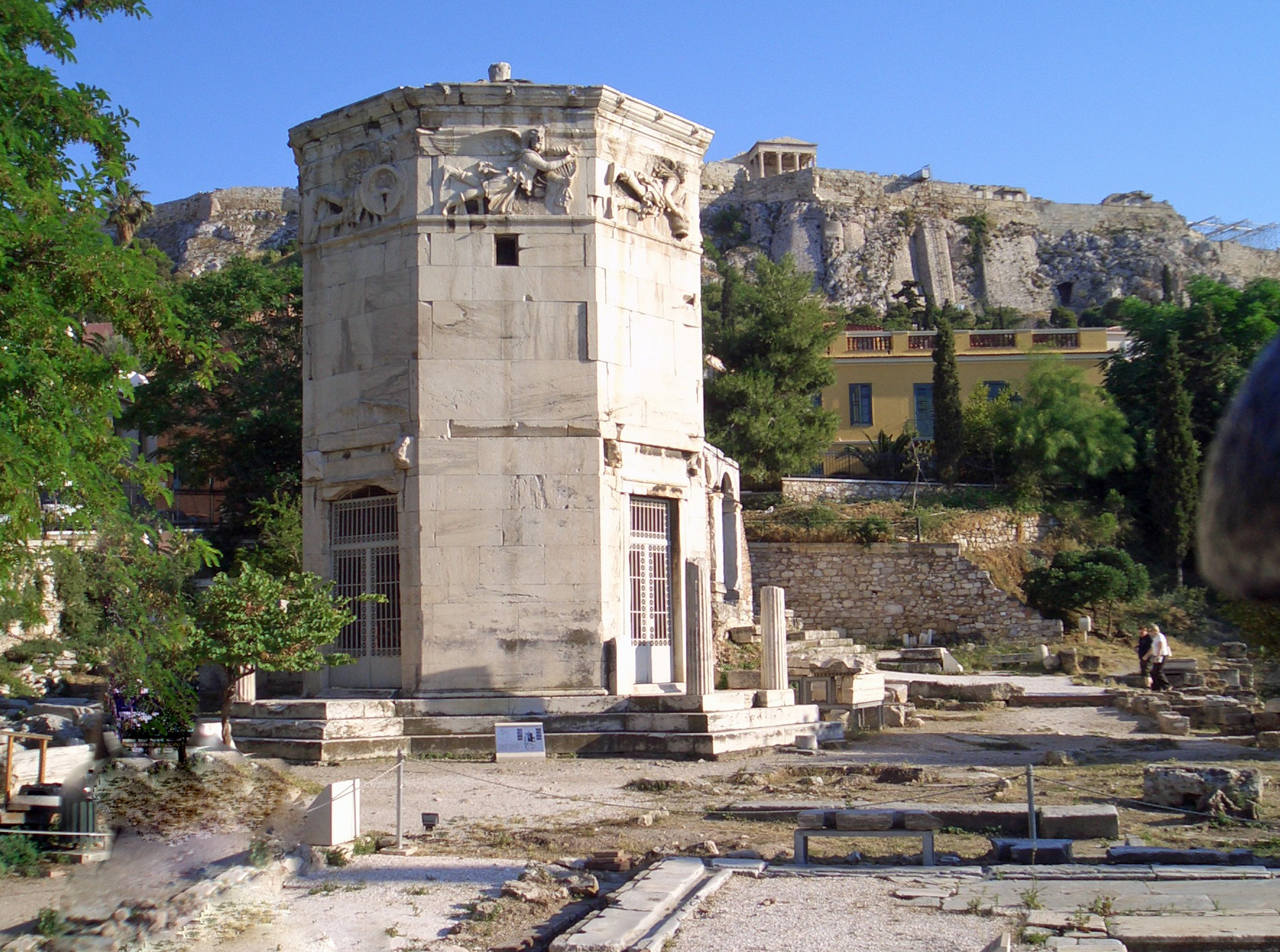
Der Turm der Winde in Athen entspricht im Grundriss einer achtteiligen Windrose

Windrosen der Antike sind Zeichnungen, in denen Windrichtungen zusammenfassend dargestellt werden. Im Gegensatz zu heutigen Windrosen wurden antike Windrosen in der Regel nicht in Karten eingezeichnet, um dort die Himmelsrichtungen anzuzeigen.
In der Antike beschrieben griechische und römische Gelehrte in ihren Schriften, wie viele Winde es gibt und aus welcher Richtung sie wehen. Zeitgenössische Zeichnungen, die diese sogenannten Windsysteme mit zumeist zwölf oder acht Winden veranschaulichen, sind nicht erhalten. Antike Windrosen in Form von Zeichnungen sind somit Rekonstruktionen aus späterer Zeit. Aus der Antike sind jedoch einige wenige Objekte aus Stein erhalten, die einer Windrose entsprechen. Das bekannteste Beispiel ist der achteckige Turm der Winde in Athen.
Im Mittelalter wurde zunächst das zwölfteilige Windsystem aus der Antike tradiert. Im Spätmittelalter kam ausgehend von der Seefahrt im Mittelmeer eine achtteilige Windrose in Gebrauch, die wie heutige Windrosen in Karten und in die damals aufkommenden Kompasse integriert wurde. Die weitere Unterteilung in 32 Richtungen trug dazu bei, dass sie zur modernen Windrose wurde.

## Hintergrund
Schon im Altertum wurden Himmelsrichtungen und Winde gleichgesetzt, so an mehreren Stellen im Alten Testament, wo auch mehrmals von „vier Winden“ die Rede ist. Der Prophet Ezechiel spricht von der Zerstreuung der Menschen „in alle Winde“. Kedem (Osten) wird mehrmals als der Name eines sengenden Windes verwendet, der aus dem Osten weht.
Die Assoziation von Himmelsrichtungen mit Winden liegt nahe, weil die Qualität der Winde (zum Beispiel feucht oder trocken, heiß oder kalt) davon abhängt, aus welcher Richtung sie wehen. Alte Völker haben deshalb geografische Richtungen oft nach Winden benannt. Himmelsrichtungen wurden aber auch nach astronomischen Größen benannt, insbesondere nach dem Stand der Sonne am Morgen, am Mittag und am Abend.

## Griechische Antike
Aristoteles beschrieb im 4. Jahrhundert v. Chr. ein Windsystem mit zehn Winden samt der entsprechenden Zeichnung. Im 3. Jahrhundert v. Chr. ergänzte der Seefahrer Timosthenes von Rhodos zwei Winde und schuf damit eine zwölfstrichige Windrose. Im 1. Jahrhundert v. Chr. wurde der Turm der Winde in Athen gebaut, der ein Windsystem mit acht Winden verkörpert.
Zu den griechischen Windnamen siehe auch Anemoi.

### Bezeichnung der vier Hauptrichtungen
Die frühen Griechen verwendeten zwei unterschiedliche Systeme zur Benennung von Himmelsrichtungen, zumindest eine Zeit lang.
Einerseits griffen sie auf den Nachthimmel und den Lauf der Sonne zurück:
- Arktos (ἄρκτος) = „Bär“ für den Norden (gemeint ist das Sternbild Großer Bär)[Anm. 2]
- Anatole (ἀνατολή) = „Sonnenaufgang“ für den Osten
- Mesembria (μεσημβρία) = „Mittag“ für den Süden
- Dysis (δύσις) = „Sonnenuntergang“ für den Westen

Unabhängig davon kannten die alten Griechen vier Winde in den Hauptrichtungen:
- Boreas (βoρέας), Nordwind
- Euros (εὖρος), Ostwind
- Notos (νόtος), Südwind
- Zephyros (ζέφυρος), Westwind

Bei Homer werden diese vier Winde erwähnt. Andere Windnamen kommen bei ihm nicht vor.

### Aristoteles
Der Philosoph Aristoteles führte in seinem Werk Meteorologica (ca. 340 v. Chr.) ein Windsystem mit zehn Winden ein.
Die Orte des Aufgangs und des Untergangs der Sonne am Horizont verschieben sich im Lauf des Jahres. Aristoteles definierte die Richtungen von insgesamt sechs Winden nach diesem Kriterium. Die folgende Tabelle zeigt die Definition der Windrichtungen sowie auch die Einteilung der Winde in vier Gruppen gemäß Aristoteles (Ost- und Westwinde sind grau hervorgehoben).
| Rich- tung | Wind- gruppe | Wind                                                                                | Definition der Windrichtung bei Aristoteles |
| ---------- | ------------ | ----------------------------------------------------------------------------------- | ------------------------------------------- |
| Nord       | Nord         | Aparktias (ὰπαρκτίας)                                                               | Norden                                      |
|            | Nord         | Meses (μέσης)                                                                       | Lage zwischen Kaikias und Aparktias         |
|            | –            | Kaikias (καικίας)                                                                   | Sonnenaufgang zur Sommersonnenwende         |
| Ost        | Ost          | Apeliotes (ἀπηλιώτης)                                                               | Sonnenaufgang zur Tagundnachtgleiche        |
|            | Ost          | Euros (εΰρος)                                                                       | Sonnenaufgang zur Wintersonnenwende         |
|            |              | –                                                                                   |                                             |
| Süd        | Süd          | Notos (νόtος)                                                                       | Süden                                       |
|            |              | –                                                                                   |                                             |
|            | Süd          | Lips (λίψ)                                                                          | Sonnenuntergang zur Wintersonnenwende       |
| West       | West         | Zephyros (ζέφυρος)                                                                  | Sonnenuntergang zur Tagundnachtgleiche      |
|            | West         | Argestes (ἀργέστης) Anderer Name: Olympias (ὀλυμπίας) Anderer Name: Skiron (σκίρων) | Sonnenuntergang zur Sommersonnenwende       |
|            | Nord         | Thraskias (θρασκίας)                                                                | Lage zwischen Argestes und Aparktias        |

Die Grafik zeigt:
• die Windrose des Aristoteles
• die von ihm verwendeten Buchstaben
• zusätzliche Hilfslinien
• die Gruppierung der Winde gemäß Aristoteles

Aristoteles beschrieb, wie eine entsprechende Zeichnung anzufertigen ist. Verschiedene Punkte in der Zeichnung benannte er mit Buchstaben, wie rechts in der Grafik zu sehen. Die vier horizontalen Linien in der Grafik verbinden jeweils zwei Punkte, deren Lage durch dasselbe Kriterium definiert ist, z. B. „Position der Sonne am Horizont bei der Sommersonnenwende“. Die obere dieser Linien zwischen I und K (in der Grafik rechts mit Sternen dargestellt) wurde von Aristoteles angesprochen. Er merkte an, dass sie nahezu, aber nicht genau mit dem „immer sichtbaren Kreis“ übereinstimmt, d. h. mit dem Bereich der Zirkumpolarsterne.
Aristoteles erklärte, dass sich jeweils zwei Windrichtungen genau gegenüberliegen, so dass sich Paare von „Gegenwinden“ ergeben. Bei Thraskias und Meses fehle jedoch der Gegenwind. Er merkte an, dass „vielleicht“ ein lokaler Wind namens Phoinikias (φοινικίας) vom Punkt N aus bläst, also in der Richtung des fehlenden Gegenwindes von Thraskias.
Für den Standort Athen ergeben sich daraus Winkelabstände zwischen den Windrichtungen von etwa 30°. Die Windrose des Aristoteles hat daher annähernd die Form eines regelmäßigen Zwölfecks. Sie ist jedoch unausgewogen: Nur zehn der zwölf Positionen sind mit Winden besetzt. Nördlich der Ost-West-Achse enthält sie fünf Winde, südlich davon nur drei.
Aristoteles fasste neun Winde in Gruppen zusammen: drei als Nordwinde sowie jeweils zwei als Ostwinde, Westwinde und Südwinde. Nur der Kaikias gehört keiner Gruppe an. Aristoteles sagte weiter, dass man bei einer allgemeineren Einteilung nur Nordwinde und Südwinde unterscheide. Die Westwinde zählen dann zu den Nordwinden, da sie wie diese eher kalt seien, und die wärmeren Ostwinde zu den Südwinden. Dass Ostwinde wärmer als Westwinde seien, begründete er damit, dass die Sonne sie länger erwärme.
Die grobe Einteilung in Nord- und Südwinde wird auch „Zweiwindetheorie“ genannt. Sie entstand schon vor Aristoteles und bezieht sich normalerweise darauf, dass Nord- und Südwinde in Griechenland deutlich kräftiger wehen als Ostwinde und Westwinde.
Aristoteles beschrieb auch weitere Eigenschaften der Winde, zum Beispiel welche Winde eher trocken oder feucht sind und welche Winde Wolken, Gewitter, Stürme oder Schnee mit sich bringen können. Er ging auch auf die periodisch auftretenden Etesien ein.
Theophrastos von Eresos, Nachfolger von Aristoteles in der peripatetischen Schule, verwendete in seinen Arbeiten De Signis („Über Wetterzeichen“) und De ventis („Über die Winde“) das gleiche Windsystem wie Aristoteles, mit nur einigen geringfügigen Unterschieden, zum Beispiel schrieb er Thrakias statt Thraskias.

### Timosthenes
Der Seefahrer Timosthenes von Rhodos war ab 270 v. Chr. Admiral der ägyptischen Flotte des Pharaos Ptolemaios II. Seine geografischen Arbeiten, darunter das umfangreiche Werk Über die Häfen, sind verschollen.
Dass man ihm eine zwölfteilige Windrose zuschreibt, liegt an dem griechischen Geografen Agathemeros, der etwa 500 Jahre nach Timosthenes lebte. In einer seiner geografischen Schriften gab Agathemeros zunächst acht Winde an und fügte dann hinzu, dass Timosthenes zwölf Winde beschrieben habe. Laut Agathemeros waren dies folgende Winde:
|   | Wind                       | Anmerkungen                                      |
| - | -------------------------- | ------------------------------------------------ |
| N | Aparktias                  |                                                  |
|   | Boreas                     | Aristoteles hatte hier Meses                     |
|   | Kaikias                    |                                                  |
| O | Apeliotes                  |                                                  |
|   | Euros                      |                                                  |
|   | Phoinix alias Euronotos    | An dieser Position hatte Aristoteles keinen Wind |
| S | Notos                      |                                                  |
|   | Leukonotos alias Libonotos | An dieser Position hatte Aristoteles keinen Wind |
|   | Lips                       |                                                  |
| W | Zephyros                   |                                                  |
|   | Argestes                   |                                                  |
|   | Thraskias alias Kirkios    |                                                  |

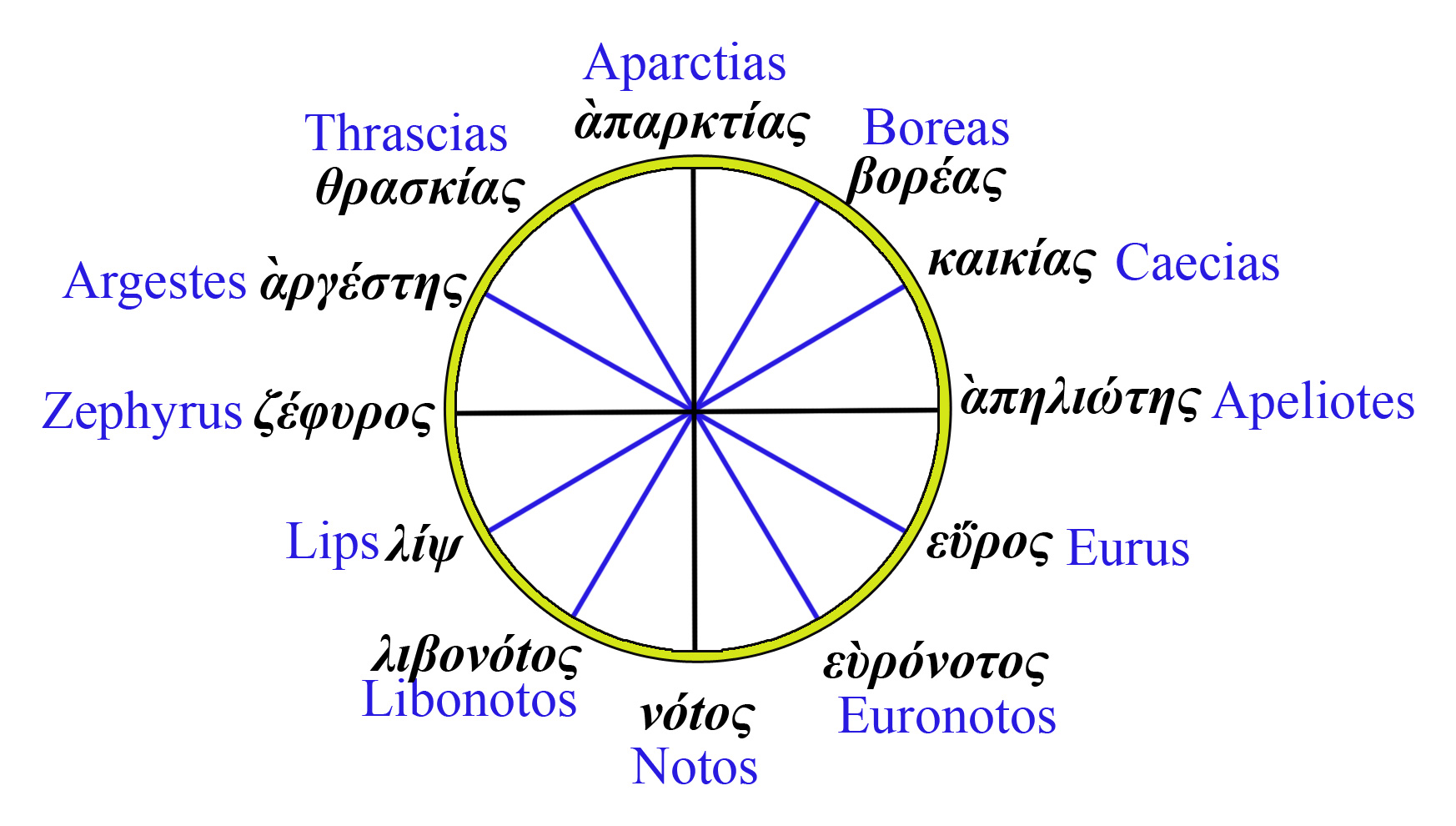
Windrose mit 12 Winden (nach Timosthenes)

Timosthenes entwickelte das asymmetrische 10-Winde-System des Aristoteles zu einem symmetrischen 12-Winde-System weiter, indem er zwei Winde ergänzte. Er gilt als der Schöpfer jener 12-strichigen Windrose, die später auch bei den Römern auftauchte. Man geht von einer regelmäßigen Teilung seiner Windrose in 30°-Winkel aus. Dafür sprechen der enge Bezug zur Windrose des Aristoteles sowie Berechnungen zu den Orten des Sonnenaufgangs und -untergangs bei den Sonnenwenden auf der Insel Rhodos, die fast genau 30°-Winkel ergeben.
Laut Agathemeros ordnete Timosthenes jeder der 12 Windrichtungen, ausgehend von Rhodos, geografische Regionen und Völker zu, siehe Windrose des Timosthenes. Aus diesen geografischen Zuordnungen schloss Albert Rehm, dass die Windrose des Timosthenes Bestandteil einer Karte gewesen sein müsse, er stellte sich „die Winde am Rande einer Karte verzeichnet“ vor. Laut Friedrich Gisinger war die Windrose des Timosthenes ein „unlösbarer Bestandteil seiner Karte“; Robert Böker stimmte ihm darin zu.

### Der Turm der Winde

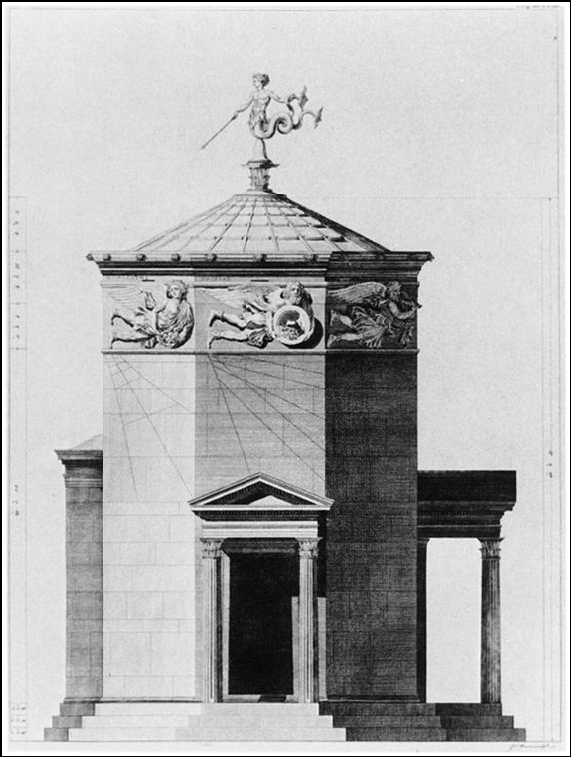
Der Turm der Winde in Athen, vorn die Nordwest-Seite. Rekonstruierte Ansicht mit dem rotierenden Triton auf dem Dach, der mit seinem Stab die Windrichtung anzeigte.

Der berühmte Turm der Winde in Athen, der auf ca. 50 v. Chr. datiert wird, hat ein gleichmäßiges Achteck als Grundriss. Die Seiten des Turms sind mit Reliefs geschmückt, in denen acht Windgötter (Anemoi) dargestellt werden. Sie repräsentieren folgende Winde:
|    | Wind      | Anmerkungen                   |
| -- | --------- | ----------------------------- |
| N  | Boreas    |                               |
| NO | Kaikias   |                               |
| O  | Apeliotes |                               |
| SO | Euros     |                               |
| S  | Notos     |                               |
| SW | Lips      |                               |
| W  | Zephyros  |                               |
| NW | Skiron    | Lokaler Name für den Argestes |

Laut Vitruv wurde das Dach ursprünglich von einem Triton aus Bronze gekrönt, der sich drehen konnte und mit seinem Stab anzeigte, welcher Wind wehte.
Der Turm der Winde entspricht einer achtstrichigen Windrose, die in hellenistischer Zeit aufkam. Albert Rehm spricht vom „hellenistischen Achtwindesystem“, Paulys Realencyclopädie der classischen Altertumswissenschaft von der „regulären Achtstrichwindrose“.
Die Entstehung dieser Windrose kann keinem Zeitpunkt und keinem Urheber zugeordnet werden. Georg Kaibel schrieb sie Eratosthenes zu und erntete dafür Zuspruch, bis Albert Rehm nachwies, dass diese Zuschreibung auf Verwechslungen und einer Fälschung aus der Zeit der Renaissance beruht. In Paulys Realencyclopädie gibt es beim Thema Windrosen auch einen Abschnitt Eratosthenes, darin geht es jedoch um die 12-strichige Windrose und die umstrittene Frage, wie groß die Winkel in einer solchen Windrose sind.

## Römer
Römische Autoren beschrieben hauptsächlich Windsysteme mit zwölf oder acht Windrichtungen. Vitruvs System mit 24 Winden ist von einem Acht-Winde-System abgeleitet.
Die Römer hatten für die Winde teils eigene lateinische Namen, teils übernahmen sie die griechischen Namen. Diese wurden gegebenenfalls latinisiert, so bei der Ersetzung der Endung -os durch die Endung -us (z. B. Zephyros → Zephyrus).

### Varro und Seneca
Der römische Schriftsteller Seneca widmete das fünfte Buch seines Werks Naturales quaestiones (ca. 65 n. Chr.) den Winden. In Kapitel 16 behandelte er die Einteilung der Winde; dabei überlieferte er ein Windsystem des römischen Gelehrten Varro (116–27 v. Chr.) mit zwölf Winden. In Paulys Realencyclopädie wird dieses Windsystem unter dem Namen Varro besprochen, auch wenn Seneca die Quelle der Angaben ist.
Seneca schrieb zunächst, es gebe vier Winde in den Himmelsrichtungen Ost, West, Süd und Nord (Kapitel 16.1). Dann schrieb er, dass einige daraus zwölf Winde machen, indem sie die vier Himmelsrichtungen jeweils in drei Teile aufteilen und zu dem jeweiligen Wind zwei Nebenwinde hinzufügen. Seneca nannte diese untergeordneten Nebenwinde subpraefectos, also „Unterpräfekten“. Er verwies auf Varro als einen „sorgfältigen Mann“, der die Winde „nicht ohne Grund“ so eingeteilt habe (Kapitel 16.3).
Die folgende Tabelle zeigte die weiteren Angaben Senecas zu den zwölf Winden. Bei der Zuordnung zu den Himmelsrichtungen folgt sie J. G. Wood (1894). Ost- und Westwinde sind grau hervorgehoben.
|   | Windname lateinisch | Windname griechisch   | Richtung                               |
| - | ------------------- | --------------------- | -------------------------------------- |
| N | Septemtrio          | Boreas                |                                        |
|   | Aquilo              | –                     |                                        |
|   | –                   | Kaikias               | Sonnenaufgang zur Sommersonnenwende    |
| O | Subsolanus          | Apheliotes            | Sonnenaufgang zur Tagundnachtgleiche   |
|   | Vulturnus           | Eurus (Euros)         | Sonnenaufgang zur Wintersonnenwende    |
|   | –                   | Euronotos             |                                        |
| S | Auster              | Notos                 |                                        |
|   | –                   | Leukonotos            |                                        |
|   | Africus             | Lips                  | Sonnenuntergang zur Wintersonnenwende  |
| W | Favonius            | Zephyrus (Zephyros)   | Sonnenuntergang zur Tagundnachtgleiche |
|   | Corus               | Argestes              | Sonnenuntergang zur Sommersonnenwende  |
|   | –                   | Thrascias (Thraskias) |                                        |

Windrose mit 12 Winden (nach Seneca), hier mit mehr lateinischen und griechischen Windnamen

Varros Windrose entspricht der von Timosthenes. Seltsamerweise sagt Seneca zu den Nordwinden, Aquilo sei der „höchste“, Septemtrio der „mittlere“ und Thrascias der „unterste“. In ähnlicher Weise hebt er bei den Südwinden den Euronotos hervor.

### Vitruv
Vitruv schrieb im ersten Band seines Werks De architectura (ca. 15 v. Chr.), dass manche von vier Winden ausgehen und manche von acht (Kapitel 6.4). Er selbst setzt acht Winde an (Kapitel 6.9). Anschließend erklärt er, dass es viele andere Winde gibt, die sich nur geringfügig von den vorherrschenden acht unterscheiden. Er bestimmt daher auf beiden Seiten der acht Hauptwinde je zwei Nebenwinde (Kapitel 6.10), woraus sich eine Windrose mit 24 Winden ergibt.
In der nachfolgenden Tabelle wird die Einteilung in acht Hauptwinde mit jeweils zwei Nebenwinden farblich hervorgehoben.
|    | Wind        | Anmerkungen                                          |
| -- | ----------- | ---------------------------------------------------- |
| N  | Septentrio  |                                                      |
|    | Gallicus    |                                                      |
|    | Supernas    |                                                      |
| NO | Aquilo      |                                                      |
|    | Caecias     | Latinisierung von Kaikias                            |
|    | Carbas      |                                                      |
| O  | Solanus     | Sonst üblicherweise Subsolanus                       |
|    | Ornithiae   | Laut Vitruv periodisch auftretend                    |
|    | Eurocircias |                                                      |
| SO | Eurus       | Latinisierung von Euros                              |
|    | Volturnus   | Sonst üblicherweise Vulturnus                        |
|    | Leuconotus  | Der griechische Leukonotos ist sonst ein Südwestwind |
| S  | Auster      |                                                      |
|    | Altanus     |                                                      |
|    | Libonotus   | Latinisierung von Libonotos                          |
| SW | Africus     |                                                      |
|    | Subvesperus |                                                      |
|    | Argestes    | Sonst üblicherweise ein Nordwestwind                 |
| W  | Favonius    |                                                      |
|    | Etesiae     | Laut Vitruv periodisch auftretend                    |
|    | Circias     |                                                      |
| NW | Caurus      | Bei anderen Autoren eine Namensvariante von Corus    |
|    | Corus       |                                                      |
|    | Thracias    | Latinisierung von Thrakias (eigentlich Thraskias)    |

Windrose mit 24 Winden (nach Vitruv), idealisiert mit gleichmäßigen 15°-Abständen

Auffällig ist das Auftauchen von Argestes und Leuconotus in nicht-traditionellen Positionen. Leuconotus und Libonotus sind bei Vitruv verschiedene Winde, bei Timosthenes waren es dieselben.
Unabhängig von Vitruv wurden 24-teilige Windrosen auch in Himmelskarten der Astronomie/Astrologie und der chinesischen Geografie verwendet.

### Plinius
Plinius der Ältere zählt in seiner Enzyklopädie Naturalis historia („Naturgeschichte“, ca. 77 n. Chr.) Winde auf. Er sagt eingangs, dass „die Alten“ nur vier Winde kannten, was zu wenig gewesen sei. Im folgenden Zeitalter sei die Zahl der Winde übermäßig genau auf zwölf vermehrt worden. Deshalb habe man sich danach auf acht Winde beschränkt. Bei jedem dieser acht Winde nennt er jeweils einen lateinischen und einen griechischen Namen. Anschließend nennt er – mit nur einem Namen – die vier, die bei der genaueren Einteilung in zwölf Winde hinzukommen.
|   | Windname lateinisch | griechisch (latinisiert) |
| - | ------------------- | ------------------------ |
| N | Septentrio          | Aparctias                |
|   | Aquilo              | Boreas                   |
|   | –                   | Caecias                  |
| O | Subsolanus          | Apeliotes                |
|   | Vulturnus           | Eurus                    |
|   | –                   | Phoenicias               |
| S | Auster              | Notus                    |
|   | –                   | Libonotus                |
|   | Africus             | Lips                     |
| W | Favonius            | Zephyrus                 |
|   | Corus               | Argestes                 |
|   | –                   | Thrascias                |

Plinius fügt am Ende hinzu, dass einige noch zwei weitere Winde ergänzen, nämlich Meses (zwischen Boreas und Caecias) und Euronotus (zwischen Eurus und Notus).
Das Windsystem des Plinius weist Unstimmigkeiten auf. Es läuft auf ein Zwölf-Winde-System hinaus, was dadurch bestätigt wird, dass Plinius bei der Angabe der Windrichtungen wie schon Aristoteles und wie Seneca die Sonnenwenden heranzieht. Da dieselben Richtungen angeblich auch in dem auf acht Winde reduzierten System gelten sollen, hat dieses an vier Positionen Lücken. Robert Böker bewertet in Paulys Realencyclopädie das Vorgehen, von vier Winden auszugehen, dann vier zu ergänzen, dann nochmals vier „einzuflicken“ und am Ende noch mehr Nebenwinde anzugeben, als unsystematisch. Zudem mache Plinius widersprüchliche Angaben bezüglich der Windrichtungen.

### Aulus Gellius
In seinem Werk Noctes Atticae („Attische Nächte“, ca. 170 n. Chr.) gab der römische Schriftsteller Aulus Gellius acht Winde mit lateinischen und griechischen Namen an. Wie schon Aristoteles verwendete er die Sonnenwenden zur Angabe von Windrichtungen. Diese Richtungsbestimmung gehört zu den Zwölf-Winde-Systemen mit Winkeln von ungefähr 30 Grad. Deshalb erscheinen in der nachfolgenden Tabelle keine Himmelsrichtungen wie NO (Nordost).
|   | lateinisch | griechisch | Anmerkungen                                                   |
| - | ---------- | ---------- | ------------------------------------------------------------- |
| N | Septentrio | Aparktias  |                                                               |
|   | Aquilo     | Boreas     |                                                               |
| O | Eurus      | Apheliotes | Laut Aulus Gellius bei römischen Seeleuten Subsolanus genannt |
|   | Vulturnus  | Euronotos  |                                                               |
| S | Auster     | Notos      |                                                               |
|   | Africus    | Lips       |                                                               |
| W | Favonius   | Zephyros   |                                                               |
|   | Caurus     | Argestes   | Wahrscheinlich eine Namensvariante von Corus                  |

Anschließend merkte Aulus Gellius an, dass einige zwölf Winde ansetzen; die zusätzlichen vier Winde nannte er nicht.

### Anemoskop im Vatikan

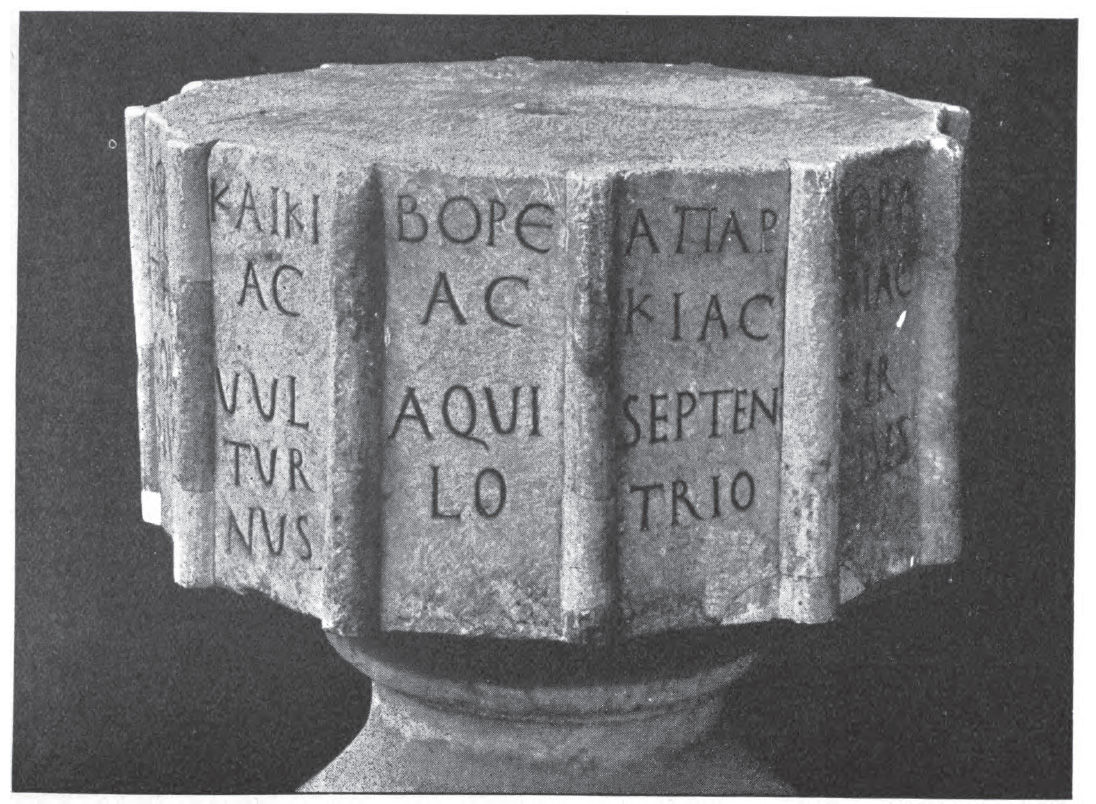
Anemoskop im Vatikan, Winde von Septentrio bis Vulturnus (von rechts nach links)

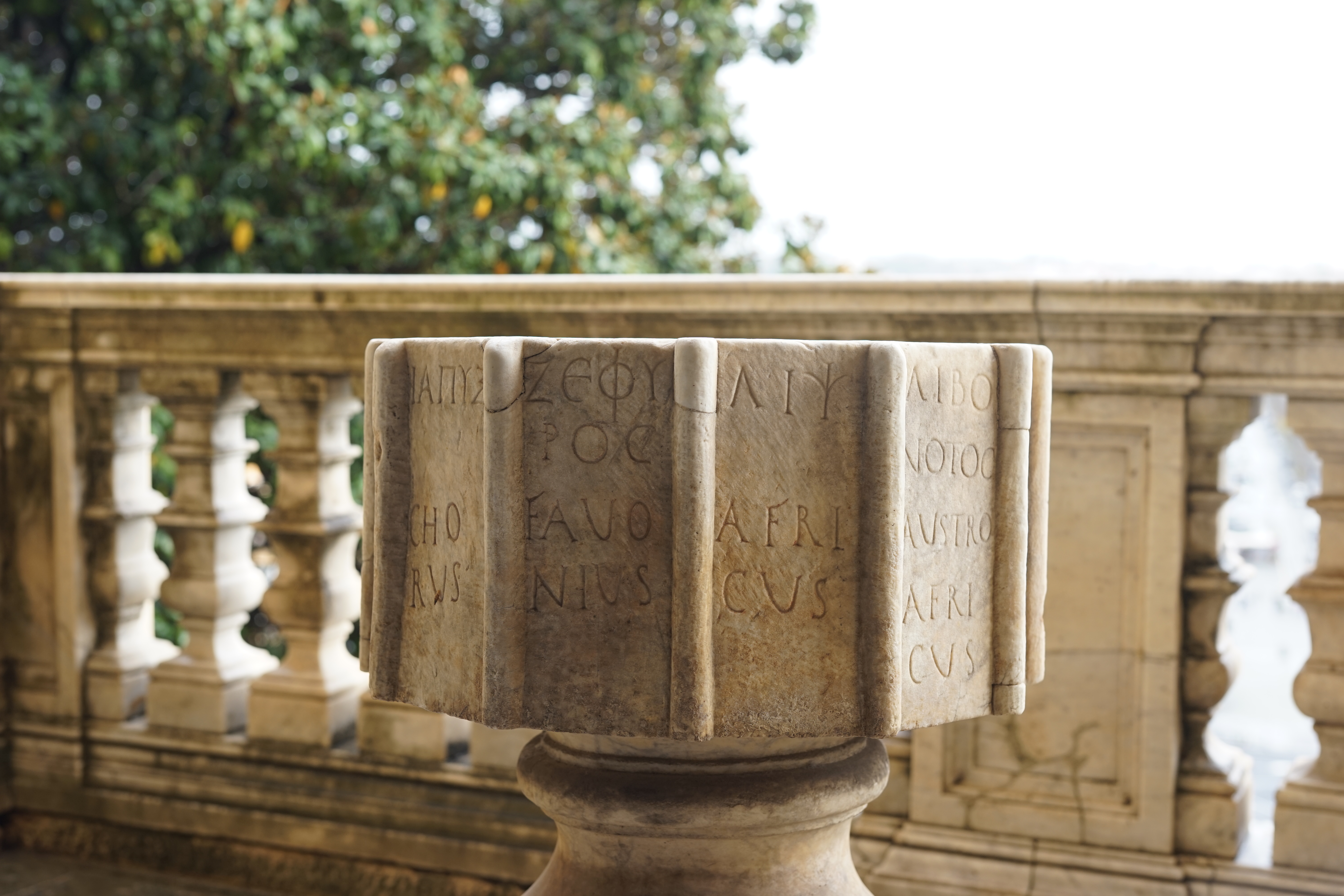
Anemoskop im Vatikan, Winde von Austroafricus bis Chorus (von rechts nach links)

Das Anemoskop im Vatikan ist ein ringsum mit griechischen und lateinischen Windnamen beschrifteter Steinblock und eines der wenigen erhaltenen Objekte aus der Antike, die einer Windrose entsprechen. Das Anemoskop stammt aus dem 2. Jahrhundert. Es wurde im Jahr 1779 in Rom wiederentdeckt und steht heute auf einer Loggia des Museo Pio-Clementino, das zu den Vatikanischen Museen gehört.
Das Anemoskop stellt zwölf Windrichtungen dar. Der 30 Zentimeter hohe Marmorblock hat die Form einer zwölfeckigen Säulentrommel mit einem Durchmesser von etwas mehr als einem halben Meter. In der Mitte befindet sich ein Loch, in dem wohl eine Wetterfahne eingesteckt war. Je nach Windrichtung konnte man auf der Außenseite ablesen, welcher Wind wehte. Die Außenseite ist in gleich große, 12 Zentimeter breite Flächen aufgeteilt, in denen oben in Griechisch und darunter in Latein folgende Windnamen eingemeißelt wurden:
|   | lateinisch    | griechisch | Transkription | Anmerkungen                                          |
| - | ------------- | ---------- | ------------- | ---------------------------------------------------- |
| N | Septentrio    | Aπαρκιας   | Aparkias      | Aparkias ist eine Variante von Aparktias             |
|   | Aquilo        | Boρεας     | Boreas        |                                                      |
|   | Vulturnus     | Kαικιας    | Kaikias       | Vulturnus (normalerweise SO) steht am falschen Platz |
| O | Solanus       | Aφηλιωτης  | Apheliotes    | Apheliotes ist eine Variante von Apeliotes           |
|   | Eurus         | Eυρος      | Euros         |                                                      |
|   | Euroauster    | Eυρονοtος  | Euronotos     | Neuer lateinischer Name                              |
| S | Auster        | Nοtος      | Notos         |                                                      |
|   | Austroafricus | Λιβονοtος  | Libonotos     | Neuer lateinischer Name                              |
|   | Africus       | Λιψ        | Lips          |                                                      |
| W | Favonius      | Zεφυρος    | Zephyros      |                                                      |
|   | Chorus        | Ιαπυξ      | Iapyx         | Schreibfehler bei lateinisch (normalerweise Corus)   |
|   | Circius       | Θρακιας    | Thrakias      | Thrakias ist eine Variante von Thraskias             |

Der Hauptfehler der Vatikan-Tabelle ist die Fehlplatzierung von Vulturnus ungefähr bei Nordost statt ungefähr bei Südost. Dieser Fehler wird später wiederholt werden.

### Windrose in Thugga
Im 3. Jahrhundert wurde in der Stadt Thugga – damals in der römischen Provinz Africa, heute in Tunesien – eine zwölfteilige kreisförmige Windrose mit etwa acht Metern Durchmesser in den Kalksteinboden eines Platzes eingraviert. Zu ihrer Gestaltung und der Beschriftung mit Windnamen siehe Platz der Windrose.

## Mittelalter
Isidor von Sevilla überlieferte die zwölfteilige Windrose samt den lateinischen Windnamen ins Mittelalter. Auch auf einigen Karten wurden zwölf Windrichtungen dargestellt, jedoch nicht in der typischen Sternform von Windrosen. Im späten Mittelalter kam in der Seefahrt eine achtteilige, sternförmige Windrose mit neuen Windnamen auf, die in Karten und auf Kompassen verwendet wurde. Sie entwickelte sich rasch zur modernen Windrose.

### Isidor von Sevilla

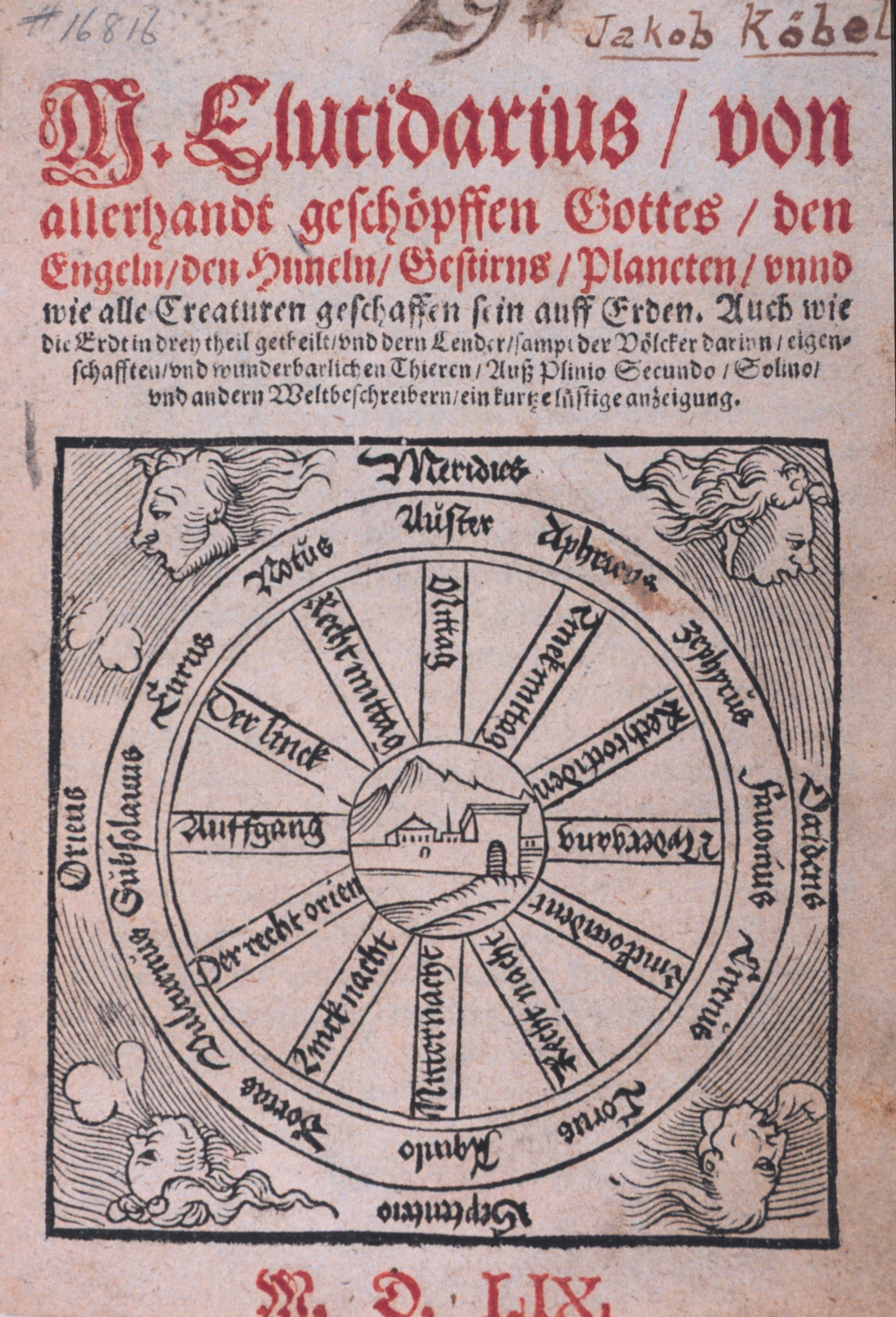
12-teilige Windrose mit antiken Windnamen in einem deutschen Volksbuch, 1559 gedruckt von Jakob Köbel (oben ist Süden)

Isidor von Sevilla, der zeitlich dem Frühmittelalter angehört, berichtete in seiner lateinischen Enzyklopädie Etymologiae (ca. 625) auch über Winde. Die von ihm genannten zwölf Winde sind mit denen des Anemoskops im Vatikan (siehe oben) identisch. Isidor verwendete nur die übliche Bezeichnung Subsolanus (statt Solanus) und die übliche Schreibweise Corus (statt Chorus).
Isidors Enzyklopädie war das Standard-Nachschlagewerk des Mittelalters. Somit vermittelte er das antike Zwölf-Wind-System der Nachwelt. Es wurde noch bis ins 16. Jahrhundert gelehrt. Das Bild rechts zeigt ein Beispiel: eine Windrose mit zwölf lateinischen Windnamen in einem deutschen Volksbuch, das im Jahr 1559 gedruckt wurde. Die Systematik der Winde (Namen und Reihenfolge) weicht allerdings an einigen Stellen von der bei Isidor ab.

### Karl der Große
Der fränkische Chronist Einhard behauptete in seiner Biografie Vita Karoli Magni (ca. 830), dass Karl der Große die Winde neu benannt habe. Es handelt sich um die zwölf von Isidor überlieferten Winde. Einhard nennt jeweils zuerst den traditionellen lateinischen Namen und dann den von Karl vergebenen neuen Namen:
| N | septentrio → nordroni    |   | S                            | auster → sundroni |
|   | aquilo → nordostroni     |   | austroafricus → sundwestroni |                   |
|   | vulturnus → ostnordroni  |   | africus → westsundroni       |                   |
| O | subsolanus → ostroni     | W | zefyrus → westroni           |                   |
|   | eurus → ostsundroni      |   | chorus → westnordroni        |                   |
|   | euroauster → sundostroni |   | circius → nordwestroni       |                   |

Die Hauptwinde in Karls Namenssystem sind von den germanischen bzw. fränkischen Bezeichnungen für die Himmelsrichtungen abgeleitet. Das fränkische Suffix ‑roni kennzeichnet hierbei Adjektive der Richtungsangabe „von woher kommend“. Karls Bezeichnung nordroni bedeutet also „von Norden kommend“ und bezeichnet in Kombination mit wint (Wind) den Nordwind. Die Schreibweise west mit w ist eine Modernisierung; Einhard schrieb uuest, wie damals üblich.
Interessant ist Karls Benennung der Nebenwinde, z. B. nordostroni (näher beim Nordwind) und ostnordroni (näher beim Ostwind). Bei Karl bedeutet z. B. nordostroni nicht dasselbe wie heute Nordost (die genau zwischen N und O liegende Richtung NO). Seine Unterteilungen konnten sich jedoch ebenso wenig durchsetzen wie seine diesbezügliche Nomenklatur.

### Karten mit zwölf Winden
Mehrere Weltkarten des Mittelalters stellen zwölf Windrichtungen dar. Die Kartografen repräsentierten dabei die zwölf Winde als kleine runde Bereiche in der Umrandung der Karte, wo sie nicht störten. Ein Beispiel ist die Ebstorfer Weltkarte aus dem 13. Jahrhundert. In der Umrandung der ovalen Weltkarte, die sich in einer Handschrift von Ranulf Higdens Polychronicon aus dem 14. Jahrhundert findet, sind ebenfalls zwölf Winde eingezeichnet. In diesem Fall sind es zwölf Köpfe, die jeweils einen mit wenigen Strichen angedeuteten Wind in die Karte hineinblasen.
Das Motiv der zwölf Winde, die in Form von blasenden Köpfen eine Karte umgeben, findet sich auch auf neuzeitlichen Karten, so auf einer Weltkarte von Sebastian Münster aus dem Jahr 1558 oder auf einer Doppelseite des Atlas von Diogo Homem aus demselben Jahr.

### Die Windrose der Seefahrer
Gegen Ende des 13. Jahrhunderts tauchten im Mittelmeerraum Portolankarten mit Windrosen auf, zuerst in Italien. Ungefähr zur selben Zeit kombinierten italienische Nautiker den Magnetkompass mit der Windrose. Seitdem dienten Windrosen zur Angabe von Himmelsrichtungen und halfen bei der Navigation auf dem Meer. Die Himmelsrichtungen wurden von den Seefahrern mit den folgenden acht Windnamen benannt:
|    | Wind                  | Anmerkungen zur Etymologie                                     |
| -- | --------------------- | -------------------------------------------------------------- |
| N  | Tramontana            | von lateinisch transmontanus = (von) jenseits der Berge        |
| NO | Greco                 | der „griechische“ Wind                                         |
| O  | Levante               | von lateinisch levare = erheben (Aufgang der Sonne)            |
| SO | Scirocco              | von arabisch al-sharq = Osten                                  |
| S  | Ostro                 | vom lateinischen Windnamen Auster                              |
| SW | Libeccio oder Garbino | vom griechischen Windnamen Lips von arabisch al-gharb = Westen |
| W  | Ponente               | von lateinisch ponere = setzen (Untergang der Sonne)           |
| NW | Maestro               | siehe Mistral                                                  |

Nur zwei der Windnamen können auf Namen aus der Antike zurückverfolgt werden (Ostro und Libeccio). Die anderen Namen stammen offenbar aus der italienisch geprägten damaligen Lingua franca im Mittelmeerraum. Dabei fallen zwei Namen mit arabischer Herkunft auf: Scirocco und Garbino.
Ausgehend von der 8-teiligen Windrose konnte durch einfache Teilung eine 16-teilige Windrose mit Nebenwinden konstruiert werden und durch weitere Teilung eine 32-teilige Windrose. Noch im Mittelalter begann die Ersetzung der Windnamen auf den Windrosen durch Wörter oder Kürzel für die Himmelsrichtungen, z. B. Nord oder N.

## Zuordnung der klassischen Windnamen

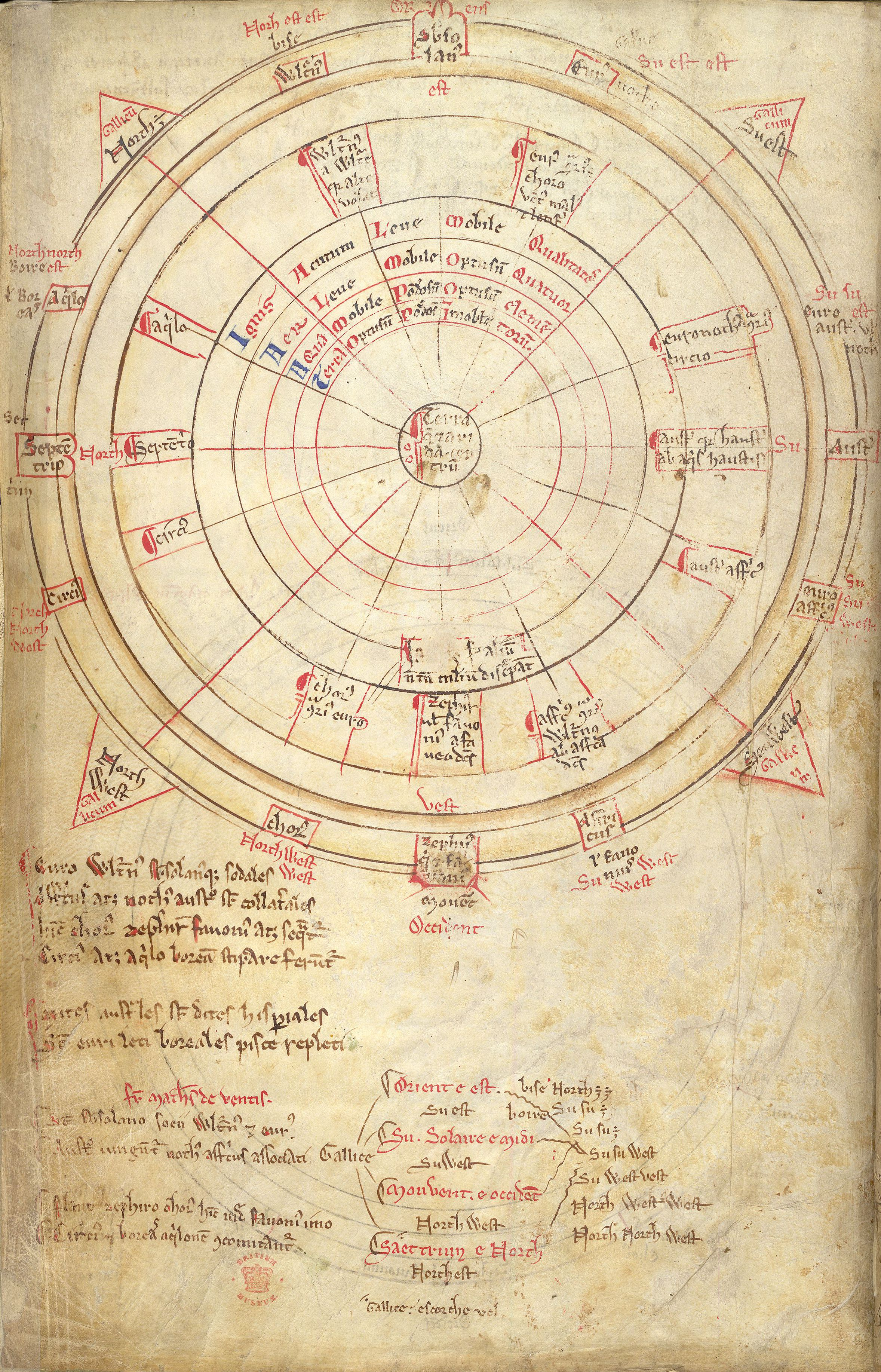
16-teilige Windrose von Matthäus Paris (ca. 1250) mit den zwölf klassischen Winden (oben ist Osten)

Mit dem Aufkommen des Acht-Winde-Systems mit den neuen Namen Tramontana, Greco usw. stellte sich für die Gelehrten und Kartografen die Aufgabe, das ältere Zwölf-Winde-System und die Windnamen aus der Antike damit in Einklang zu bringen. Die entsprechenden Bemühungen hielten bis in die Neuzeit an. Nachfolgend werden einige Beispiele erläutert.

### Matthäus Paris
Der englische Chronist und Kartograf Matthäus Paris schuf um 1250 eine 16-teilige Windrose nach dem Vorbild des im Mittelmeerraum bereits etablierten 16-teiligen Windsystems. Sie findet sich in seinem Liber Additamentorum, einem separaten Anhang zu seinem Hauptwerk Chronica maiora. In seiner 16-teiligen Rose brachte er jedoch nicht die neueren Windnamen Tramontana, Greco usw. unter, sondern die zwölf klassischen Windnamen (Septentrio, Aquilo usw.), und zwar vier bei den Hauptrichtungen (N, O, S, W) und acht bei den direkt benachbarten Nebenrichtungen (NNW, NNO usw.). Somit entfiel keiner der klassischen Winde auf die Hauptdiagonalen NO, SO, SW und NW. Ansonsten bezeichnete er die 16 Richtungen nach dem heute üblichen System, z. B. est (Ost), su est (Südost), su su est (Südsüdost).

### Diogo Homem
In seinem Atlas von 1558 ordnete der portugiesische Kartograf Diogo Homem in einer Anmerkung die klassischen zwölf Winde den acht aus der Seefahrt stammenden Windnamen zu. Bei acht Winden nahm er einfache Zuordnungen wie Septentrio = Tramontana oder Vulturnus = Scirocco vor. Für die übrigen vier Winde verwendete er zusammengesetzte Namen:
| Boreas oder Aquilo | Tramontana-Greco   |
| Euronotus          | Scirocco-Ostro     |
| Libonotus          | Libeccio-Ostro     |
| Circius            | Tramontana-Maestro |

Damit beschrieb er beispielsweise den Boreas oder Aquilo als einen zwischen dem Tramontana und dem Greco liegenden Wind.

### Johannes Janssonius

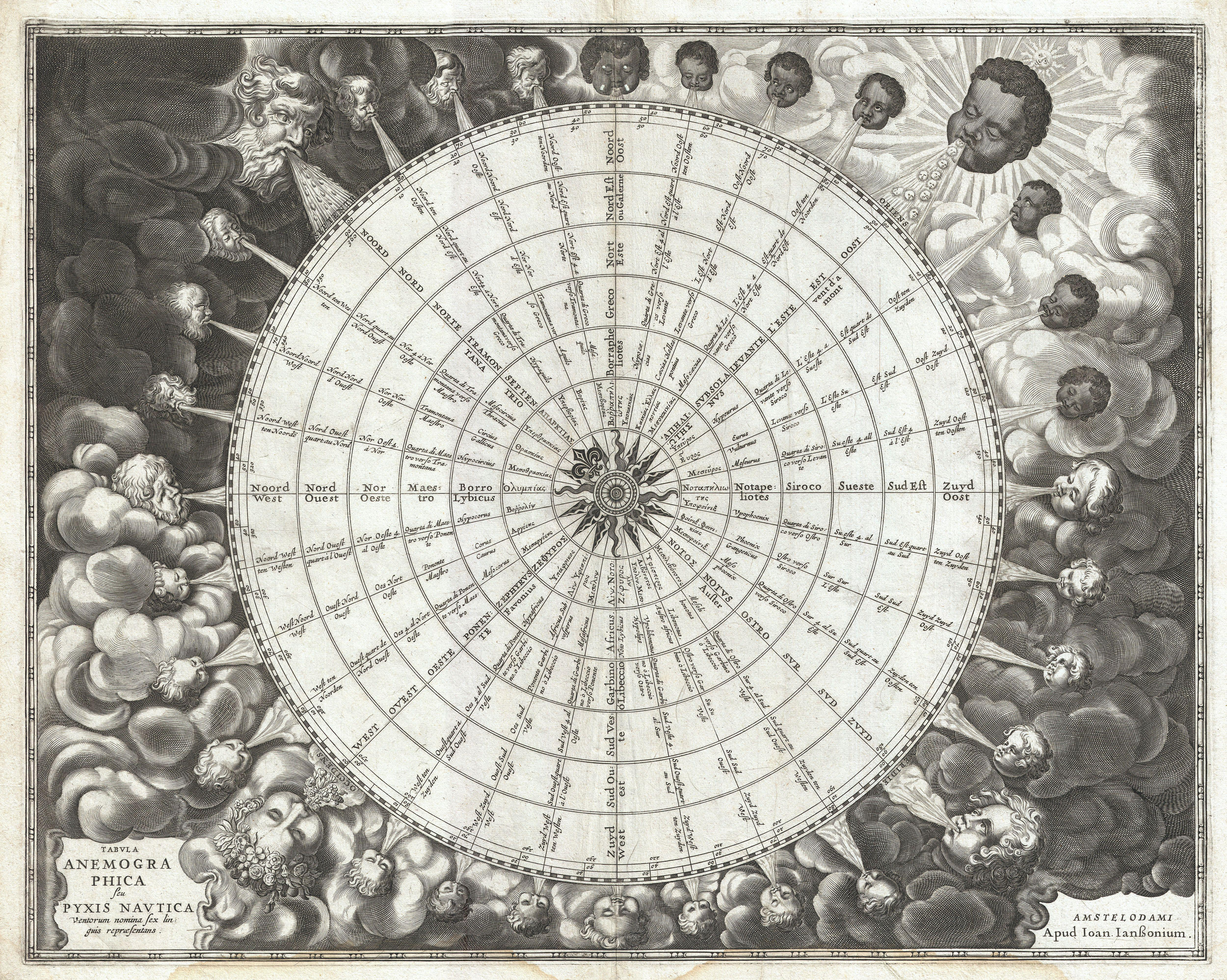
Tabula anemographica von Johannes Janssonius (1652), Norden ist um 45° nach links geneigt

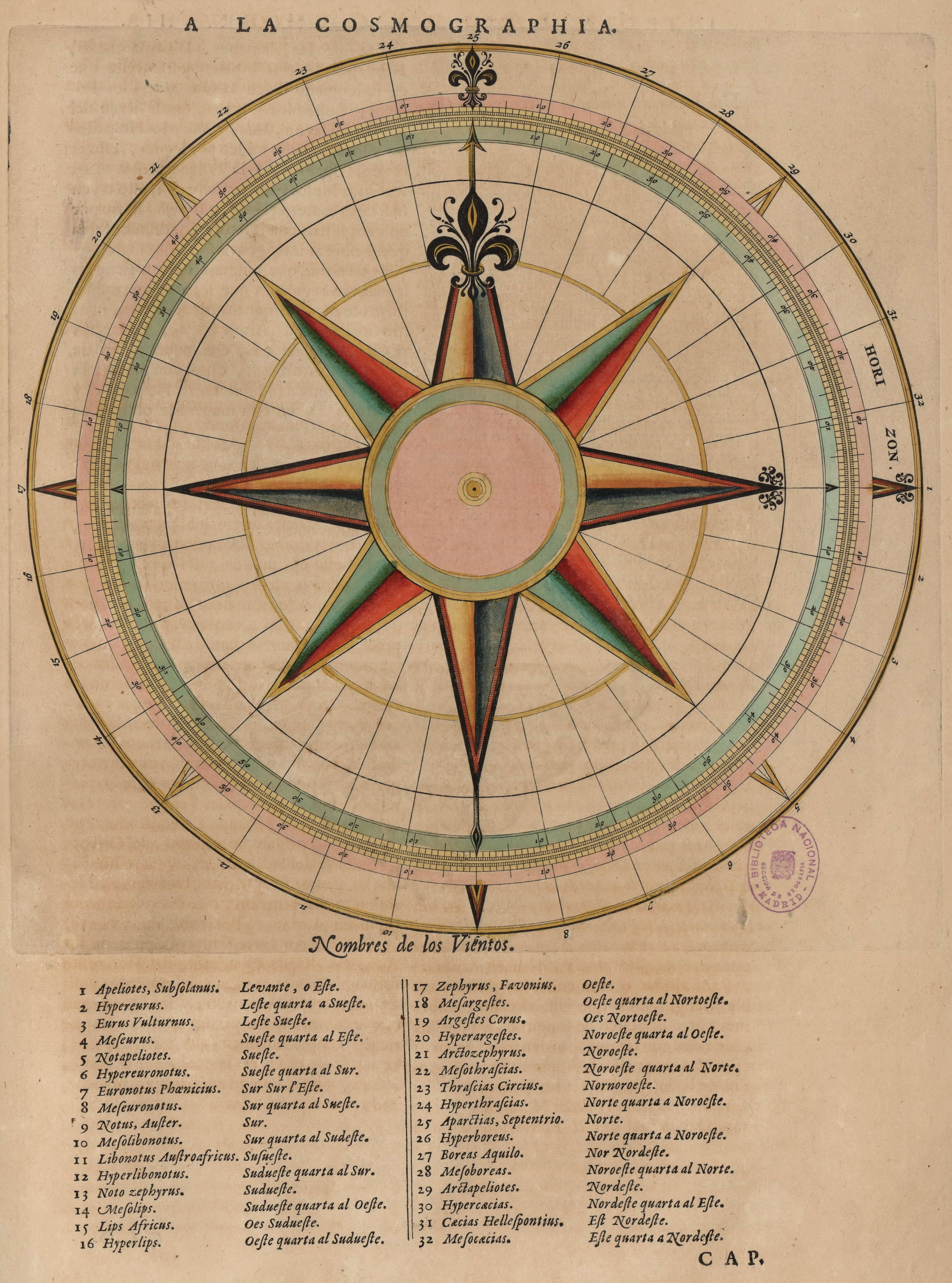
32-teilige Windrose und darunter Windnamen in der spanischen Ausgabe des Atlas Blaeu (1664)

Das Bild rechts zeigt die Tabula anemographica von Johannes Janssonius aus dem 5. Band seines Atlas Novus von 1652. Diese 32-teilige Windrose stellt die Bezeichnungen der Richtungen in sechs Sprachen zusammen, verteilt auf konzentrische Ringe. Von innen nach außen:
- Griechisch, z. B. Aparktias (N)
- Lateinisch, z. B. Septentrio (N)
- Die neueren Namen aus dem Mittelmeerraum, z. B. Tramontana (N)
- Italienisch, z. B. Norte
- Französisch, z. B. Nord
- Niederländisch, z. B. Noord

In den inneren zwei Ringen werden für sämtliche 32 Richtungen griechische und lateinische Namen angegeben. Diese unklassische Namensvielfalt wird vor allem durch die Verwendung von Vorsilben erreicht. Zum Beispiel werden die unmittelbar neben dem Corus/Caurus (WNW) liegenden Richtungen als Mesocorus und Hypocorus bezeichnet.
Im dritten Ring werden für Nebenrichtungen wie NNO Bezeichnungen ähnlich wie bei Diogo Homem verwendet, z. B. Tramontana verso Greco für den zwischen dem Tramontana und dem Greco liegenden Wind.

### Joan Blaeu
Einen ähnlichen Versuch, antike Windnamen und neue Namen für 32 Richtungen anzugeben, findet man im Atlas von Joan Blaeu. Das Bild rechts zeigt die letzte Seite der Einleitung in der spanischen Ausgabe aus dem Jahr 1664. Die Namen der Winde werden unterhalb der Windrose aufgeführt. Hier finden sich in Tabellenform Zuordnungen wie diese:
- Notus, Auster → Sur [= Süden] (Nr. 9)

Um auf 32 „antike“ Windnamen zu kommen, wurden diese auch hier mit Vorsilben vermehrt, z. B. liegen unmittelbar neben Lips Africus (Nr. 15) die Richtungen Mesolips und Hyperlips. Die neuen Namen sind durchweg mit dem heute üblichen Wortmaterial gebildet, z. B. Norte (Norden), Nordeste (Nordost), Nor Nordeste (Nordnordost). Einzig beim Osten (Nr. 1) wird neben Este auch Levante aufgeführt.

## Vergleichstabellen der Windnamen
Die nachfolgende Tabellen fassen die Entwicklung der Namen der Winde bis zum Mittelalter chronologisch zusammen.

### Systeme mit zwölf Winden
Das Windsystem des Aristoteles mit zehn Winden wird hier mit dargestellt, weil deren Richtungen mit denen in den Zwölf-Winde-Systemen vereinbar sind. Das Windsystem des Plinius (↑) wird nicht dargestellt, weil es als unsystematisch gilt.
| Griechen                          | Nord                |               |                   | Ost                   |                 |                      | Süd          |                         |              | West              |                          |                   |
| --------------------------------- | ------------------- | ------------- | ----------------- | --------------------- | --------------- | -------------------- | ------------ | ----------------------- | ------------ | ----------------- | ------------------------ | ----------------- |
| Aristoteles ↑                     | Aparktias           | Meses         | Kaikias           | Apeliotes             | Euros           | –                    | Notos        | –                       | Lips         | Zephyros          | Argestes Olympias Skiron | Thraskias         |
| Timosthenes ↑                     | Aparktias           | Boreas        | Kaikias           | Apeliotes             | Euros           | Phoinix Euronotos    | Notos        | Leukonotos Libonotos    | Lips         | Zephyros          | Argestes                 | Thraskias Kirkios |
| Römer                             | Nord                |               |                   | Ost                   |                 |                      | Süd          |                         |              | West              |                          |                   |
| Seneca ↑ (lateinisch, griechisch) | Septentrio Boreas   | Aquilo –      | – Kaikias         | Subsolanus Apheliotes | Vulturnus Eurus | – Euronotos          | Auster Notos | – Leukonotos            | Africus Lips | Favonius Zephyrus | Corus Argestes           | – Thrascias       |
| Anemoskop im Vatikan ↑            | Septentrio Aparkias | Aquilo Boreas | Vulturnus Kaikias | Solanus Apheliotes    | Eurus Euros     | Euroauster Euronotos | Auster Notos | Austroafricus Libonotos | Africus Lips | Favonius Zephyros | Chorus Iapyx             | Circius Thrakias  |
| Mittelalter                       | Nord                |               |                   | Ost                   |                 |                      | Süd          |                         |              | West              |                          |                   |
| Isidor von Sevilla ↑              | Septentrio          | Aquilo        | Vulturnus         | Subsolanus            | Eurus           | Euroauster           | Auster       | Austroafricus           | Africus      | Favonius          | Corus                    | Circius           |
| Karl der Große ↑                  | nordroni            | nordostroni   | ostnordroni       | ostroni               | ostsundroni     | sundostroni          | sundroni     | sundwestroni            | westsundroni | westroni          | westnordroni             | nordwestroni      |

### Systeme mit acht Winden
Vitruv wird hier mit dargestellt, weil sein System mit 24 Winden aus acht Hauptwinden mit jeweils zwei Nebenwinden besteht. Nachfolgend werden bei Vitruv die Hauptwinde genannt.
|                  | N                    | NO            | O                | SO                  | S            | SW           | W                 | NW              |
| ---------------- | -------------------- | ------------- | ---------------- | ------------------- | ------------ | ------------ | ----------------- | --------------- |
| Turm der Winde ↑ | Boreas               | Kaikias       | Apeliotes        | Euros               | Notos        | Lips         | Zephyros          | Skiron          |
| Vitruv ↑         | Septentrio           | Aquilo        | Solanus          | Eurus               | Auster       | Africus      | Favonius          | Caurus          |
| Aulus Gellius ↑  | Septentrio Aparktias | Aquilo Boreas | Eurus Apheliotes | Vulturnus Euronotos | Auster Notos | Africus Lips | Favonius Zephyros | Caurus Argestes |
| Seefahrer ↑      | Tramontana           | Greco         | Levante          | Scirocco            | Ostro        | Libeccio     | Ponente           | Maestro         |